# Klášter Sakja
Sakja je buddhistický klášter v Tibetské autonomní oblasti. Klášter je sídlem buddhistické školy sakjapa a byl založen v roce 1073 ňingmapovským mnichem.
Zejména ve 13. století, kdy se pod mongolskou nadvládou škola sakjapa těšila významnému postavení, klášter zaujímal přední místo mezi ostatními tibetskými kláštery. V následujících staletích však byla sakjapa zastíněna školou gelugpa, s čímž souvisí i snížení významu postavení kláštera Sakja.

Klášter Sakja
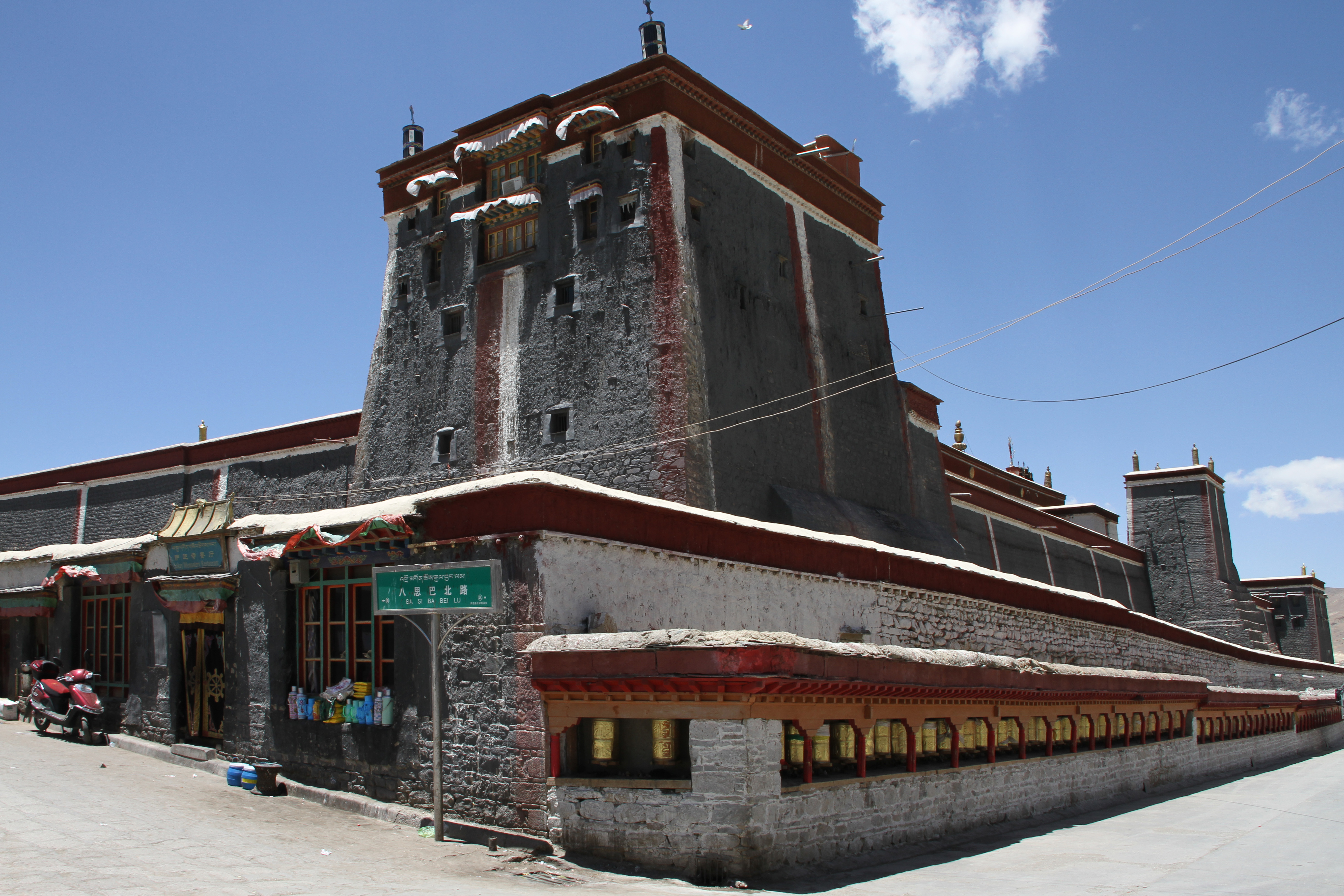
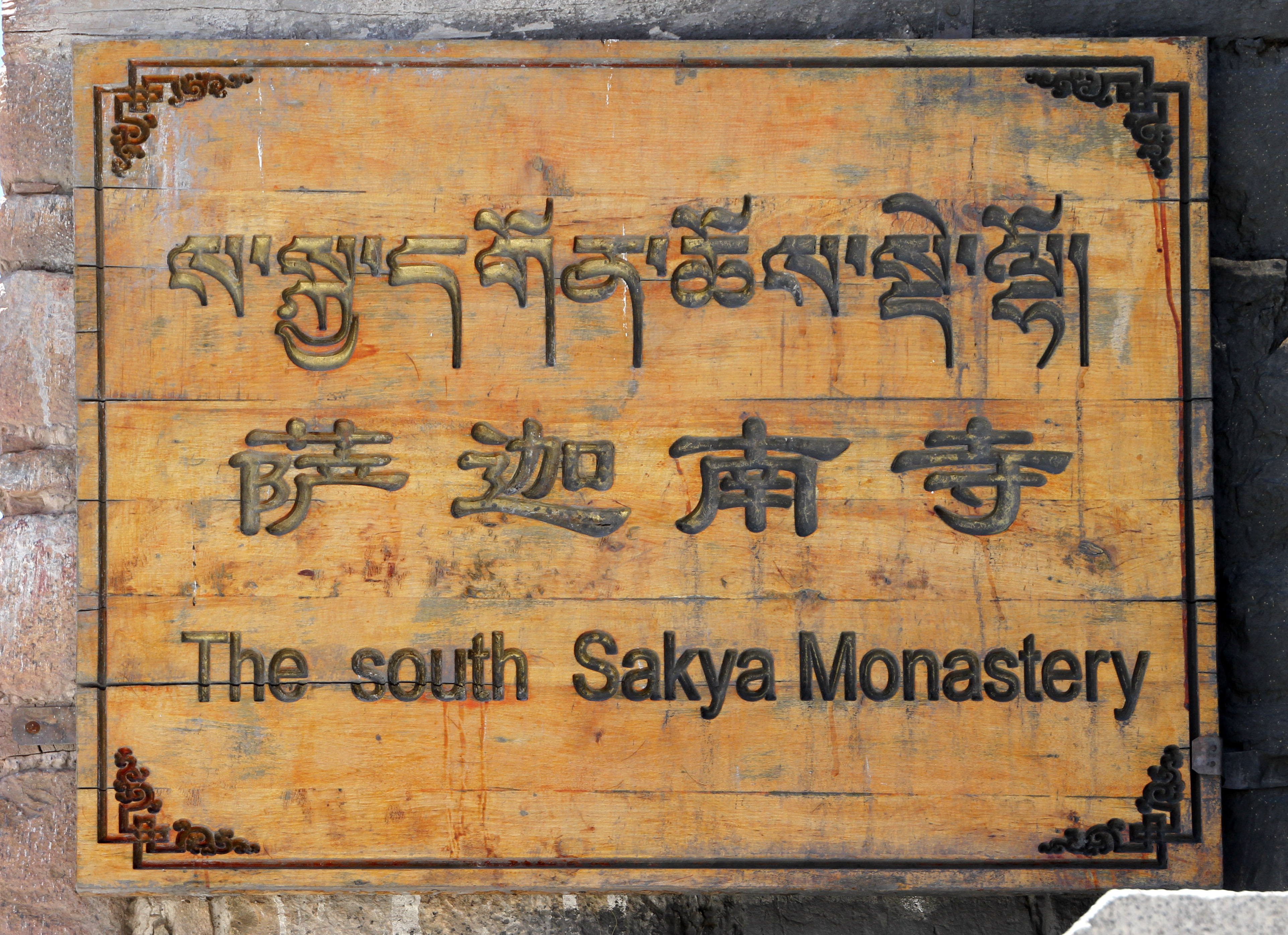
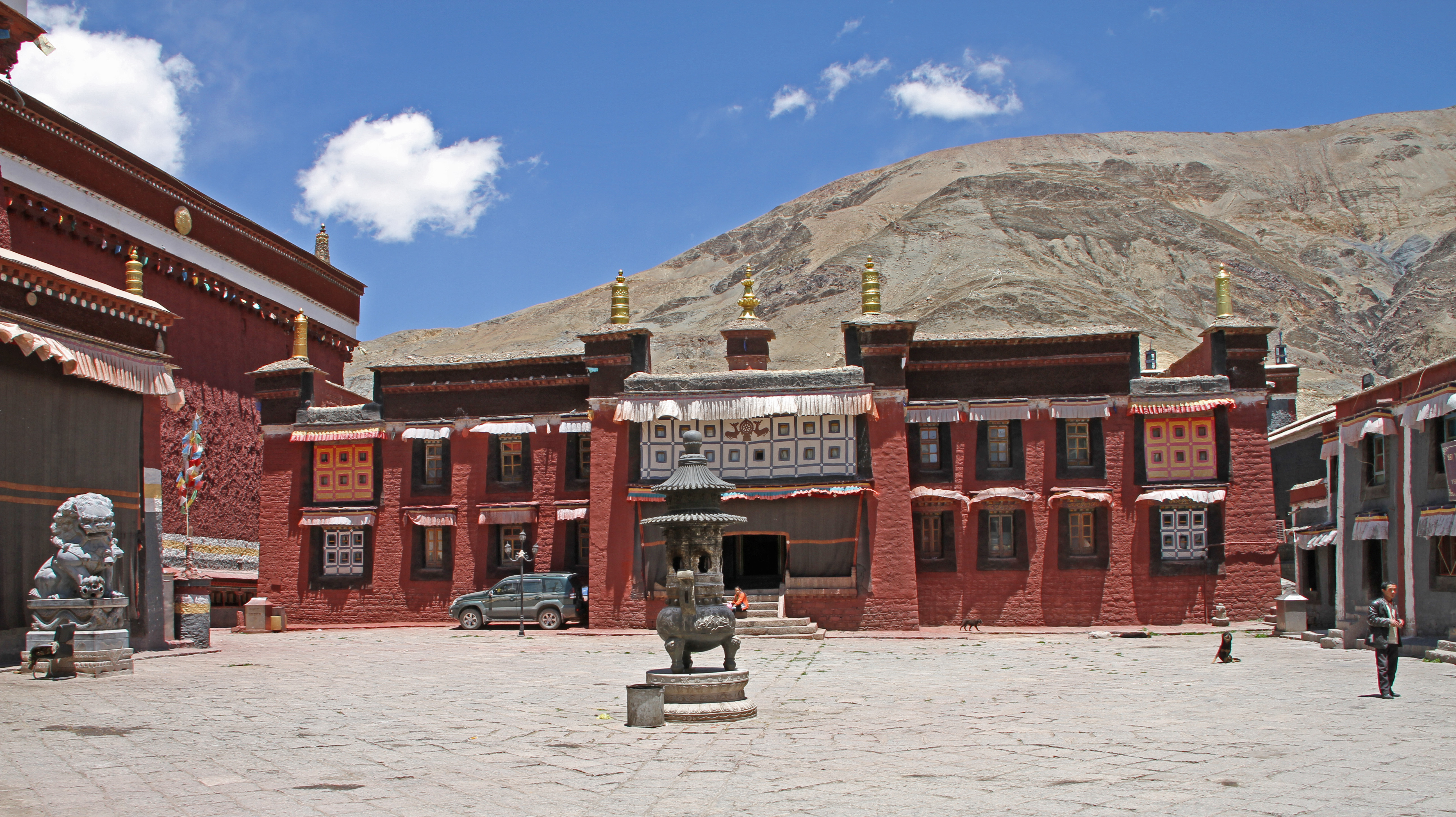
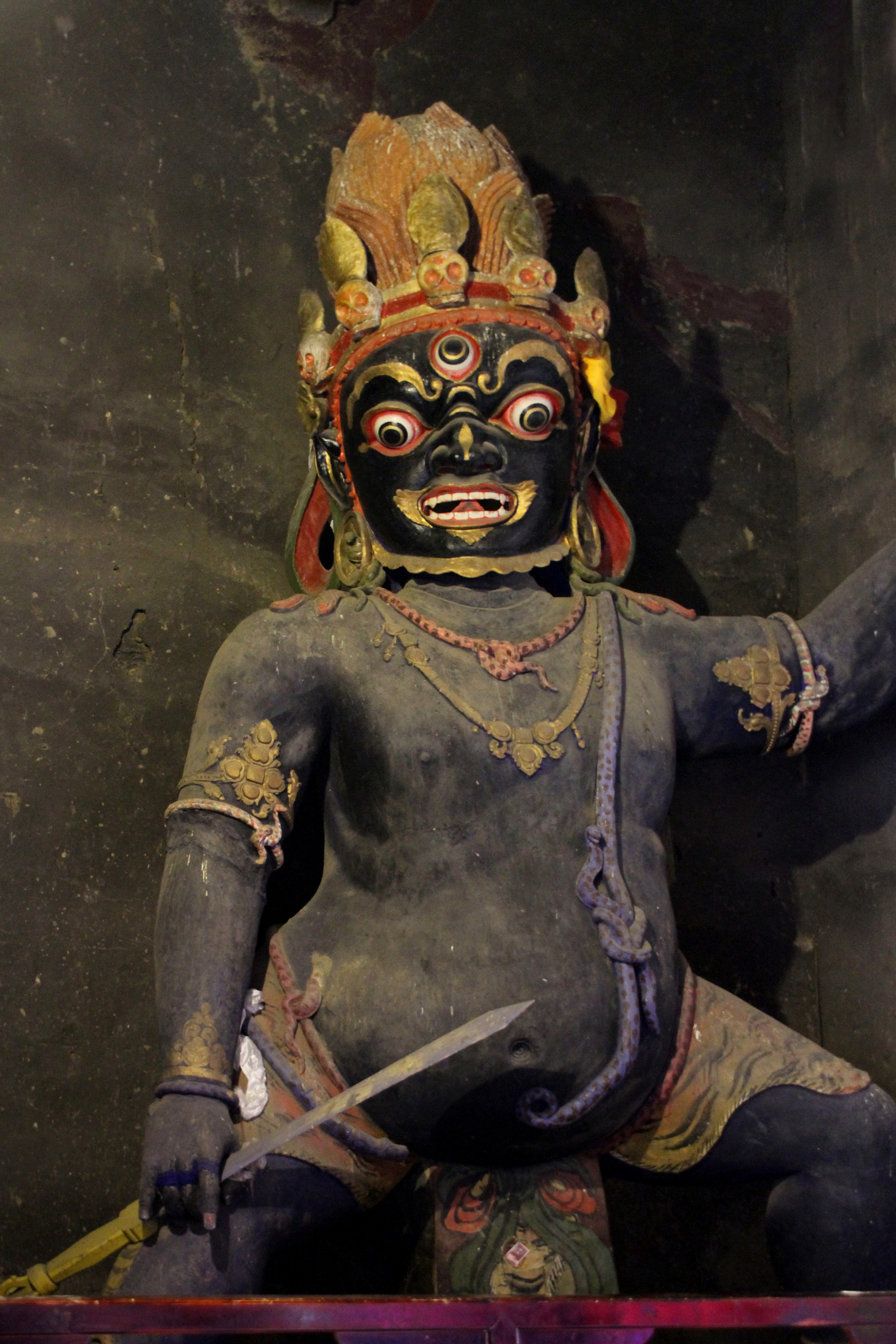
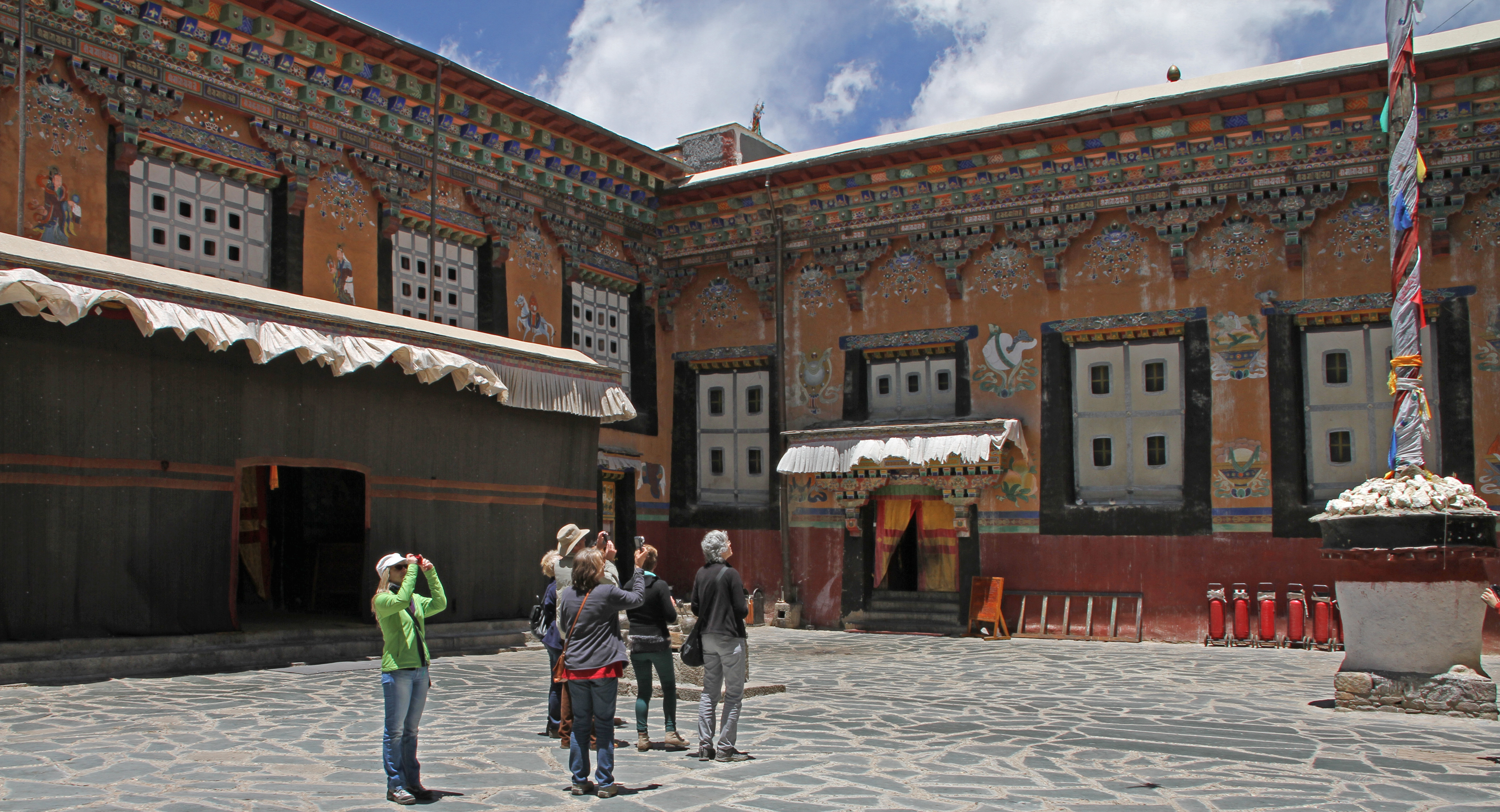
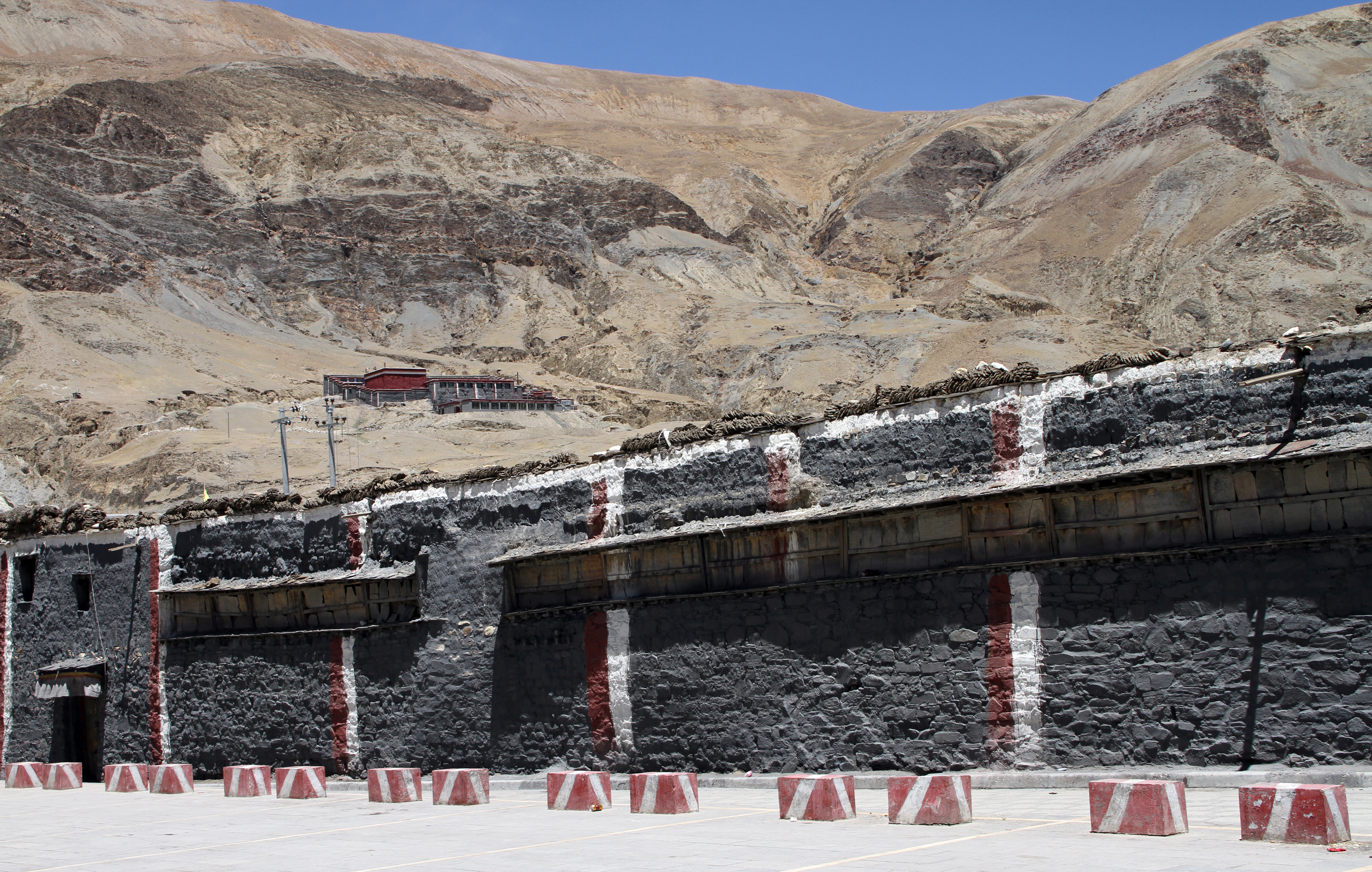